# WWE ThunderDome
Il WWE ThunderDome è stato un palazzetto sportivo con la funzione di bolla per evitare la trasmissione del virus COVID-19, creato dalla federazione di wrestling nota come World Wrestling Entertainment in collaborazione con la società The Famous Group per permettere la continuazione degli eventi della WWE durante la pandemia di COVID-19; esso è stato creato il 21 agosto 2020 e disattivato il 12 luglio 2021. 
Il ThunderDome era un sistema di videoconferenza trasmesso da più di mille monitor presenti sugli spalti di un palazzetto sportivo utilizzato per lo svolgimento dei programmi televisivi della WWE (Raw e SmackDown) e degli eventi in pay-per-view; ciò permetteva ai fan di tutto il mondo di registrarsi gratuitamente sul sito ufficiale della federazione e di partecipare all'orario di chiamata assegnato per essere visualizzati sugli schermi durante l'evento in tempo reale. Nei primi tre mesi di utilizzo, oltre 130.000 utenti hanno avuto accesso al ThunderDome, arrivati poi ad oltre 650.000 nel marzo del 2021.
Il ThunderDome è stato ospitato da tre diversi palazzetti sportivi statunitensi, tutti aventi sede nello stato della Florida: l'Amway Center di Orlando (dal 21 agosto 2020 al 7 dicembre 2020), il Tropicana Field di Saint Petersburg (dall'11 dicembre 2020 al 9 aprile 2021) e lo Yuengling Center di Tampa (dal 12 aprile 2021 al 12 luglio 2021).

## Storia
A metà marzo 2020, inizio della pandemia di COVID-19, la WWE è stata costretta dalle restrizioni anti-contagio a bloccare il tour dal vivo nelle varie città statunitensi per poi trasferirsi nel suo centro di allenamento, il WWE Performance Center ad Orlando in Florida, senza pubblico, per trasmettere la maggior parte dei programmi: Raw, SmackDown, Main Event, 205 Live e i pay-per-view (tra cui la 36ª edizione dello show più importante della federazione, WrestleMania). Alla fine di maggio 2020, si aprirono le porte ad alcuni atleti di NXT e ad alcuni tirocinanti del Performance Center come pubblico che nel giugno dello stesso anno si ampliò a familiari e amici degli atleti. Il 17 agosto 2020, la WWE ha annunciato che avrebbe trasferito i suoi eventi all'Amway Center di Orlando per un lungo periodo, iniziato il 21 agosto con la prima puntata di SmackDown in diretta dal cosiddetto WWE ThunderDome, una bolla contro il contagio da COVID-19 con i fan non nella arena, ma collegati in videoconferenza trasmessa da dei monitor intorno al ring. Solo due giorni dopo, il 23 agosto 2020, ci fu il primo pay-per-view live dal ThunderDome, SummerSlam.

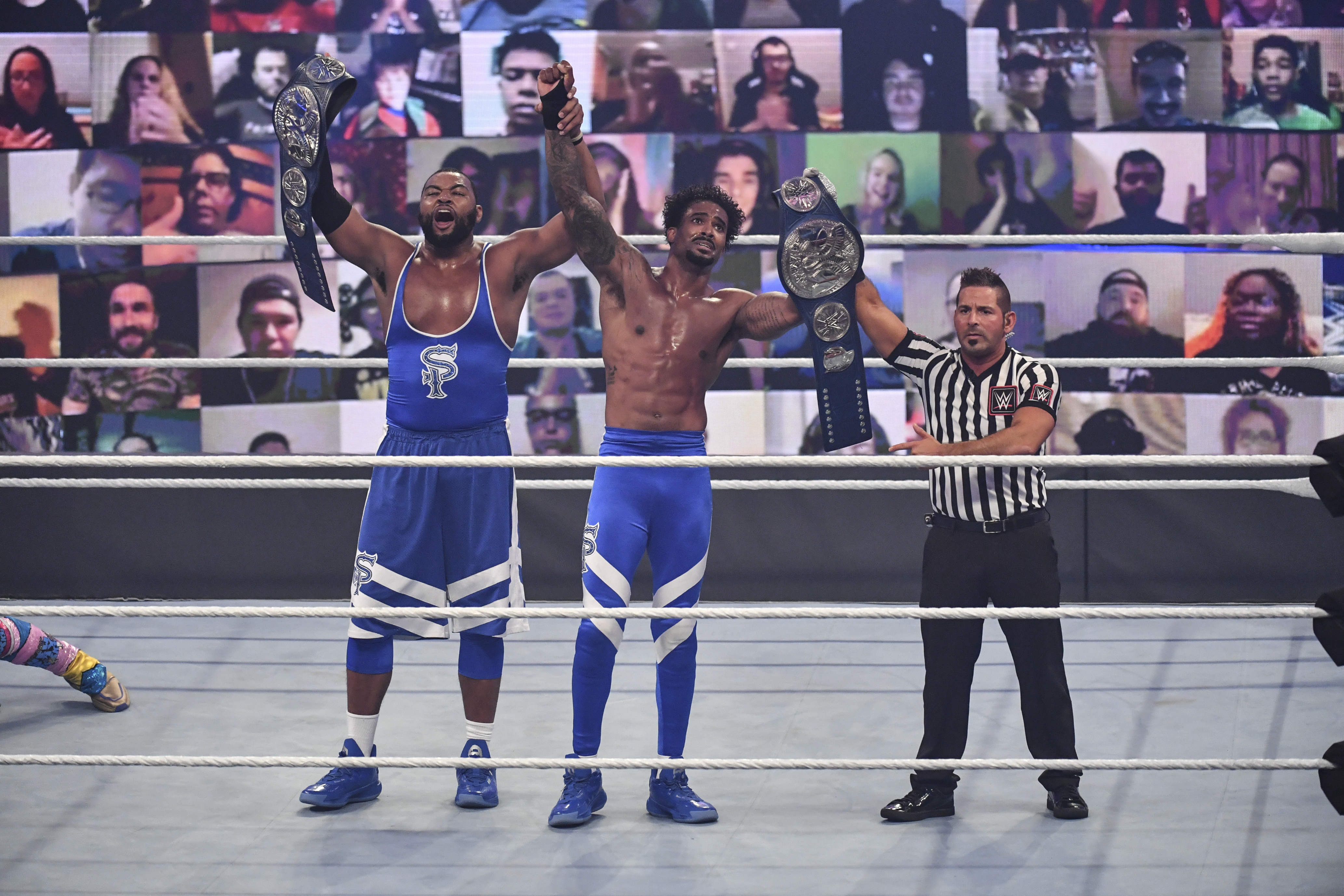
I pannelli a LED con il pubblico virtuale del WWE ThunderDome dopo un match degli Street Profits allo show Tribute to the Troops 2020

Il contratto di residenza della WWE con l'Amway Center è scaduto il 31 ottobre 2020, ma con l'opzione di prolungare l'accordo con un preavviso di due settimane. Esso è stato esteso al 24 novembre. Il 19 novembre, la WWE ha annunciato che il ThunderDome sarebbe rimasto in Florida, ma sarebbe stato trasferito al Tropicana Field  di Saint Petersburg, a partire dalla puntata di SmackDown dell'11 dicembre. Questo cambio di luogo è stato fatto, oltre che per la scadenza del contratto con l'Amway Center, anche a causa dell'inizio delle stagioni 2020-2021 della ECHL e della NBA, infatti l'Amway Center è il palazzetto condiviso dagli Orlando Solar Bears (ECHL) e dagli Orlando Magic (NBA), con il prolungamento dell'accordo con la WWE che porta i Solar Bears a giocare le prime tre partite della stagione in trasferta. L'ultimo show con il ThunderDome trasmesso dall'Amway Center è stato l'episodio di Raw del 7 dicembre 2020.
La WWE non ha annunciato ufficialmente la durata della sua permanenza al Tropicana Field, ma ci si aspettava che la fine dell'accordo di residenza della federazione finisse verso marzo 2021, a causa dell'inizio della stagione 2021 dei Tampa Bay Rays. Il 24 marzo 2021, la promozione ha annunciato che si sarebbe spostata al Yuengling Center, situato nel campus della University of South Florida a Tampa, a partire dalla puntata di Raw dopo WrestleMania 37 del 12 aprile. La WWE ha registrato la puntata di Raw del 5 aprile, di SmackDown del 9 aprile e la cerimonia della WWE Hall of Fame 2021, la settimana prima al Tropicana Field, per consentire lo spostamento tra Tropicana Field e Yuengling Center prima del 12 aprile, data effettiva del debutto nella nuova location. La puntata di SmackDown del 9 aprile 2021 (registrata il 2 aprile) è stata l'ultimo evento della ThunderDome Era al Tropicana Field. La WWE è rimasta al Yuengling Center fino alla puntata di Raw del 12 luglio 2021, a causa dell'annuncio della WWE (del 9 luglio) di tornare in tournée con il pubblico dal vivo, dall'episodio di SmackDown del 16 luglio a Houston, Texas, terminando così la ThunderDome Era. L'ultimo pay-per-view live dal ThunderDome è stato Hell in a Cell 2021 svolto il 20 giugno 2021. Hell in a Cell è l'unico PPV WWE ad essere stato trasmesso due volte nel ThunderDome. 

## Luoghi
| Amway Center Orlando (Florida)   | Tropicana Field Saint Petersburg (Florida) | Yuengling Center Tampa (Florida) |
| Posti (non utilizzabili): 18 850 | Posti (non utilizzabili): 34 078           | Posti (non utilizzabili): 10 411 |
|                                  |                                            |                                  |

## Riconoscimenti
- SPORTEL Awards 2020
  - Virtual Fan Experience[17]

- Cynopsis Sports Media Awards 2021
  - Best Tech Innovation During the COVID-19 Pandemic[18][19]

- Cablefax FAXIES Awards 2021
  - New Product or Launch[20][21]